# FIFA év játékosa 2000
A díjat immár másodszor nyerte meg a francia Zinédine Zidane.

## Végeredmény
| #  | Játékos           | Pont | Csapat(ok)               |
| -- | ----------------- | ---- | ------------------------ |
| 1  | Zinédine Zidane   | 370  | Juventus                 |
| 2  | Luis Figo         | 329  | FC Barcelona Real Madrid |
| 3  | Rivaldo           | 263  | FC Barcelona             |
| 4  | Gabriel Batistuta | 57   | Fiorentina AS Roma       |
| 5  | Andrij Sevcsenko  | 48   | AC Milan                 |
| 6  | David Beckham     | 41   | Manchester United        |
| 7  | Thierry Henry     | 35   | Arsenal                  |
| 8  | Alessandro Nesta  | 23   | SS Lazio                 |
| 9  | Patrick Kluivert  | 22   | FC Barcelona             |
| 10 | Francesco Totti   | 14   | AS Roma                  |
| 11 | Raúl              | 12   | Real Madrid              |